# ناچیکاتسوئورا
ناچیکاتسوئورا (به لاتین: Nachikatsuura) یک منطقهٔ مسکونی در ژاپن است که در استان واکایاما واقع شده‌است. ناچیکاتسوئورا  ۱۷٬۲۶۱ نفر جمعیت دارد.

## نگارخانه

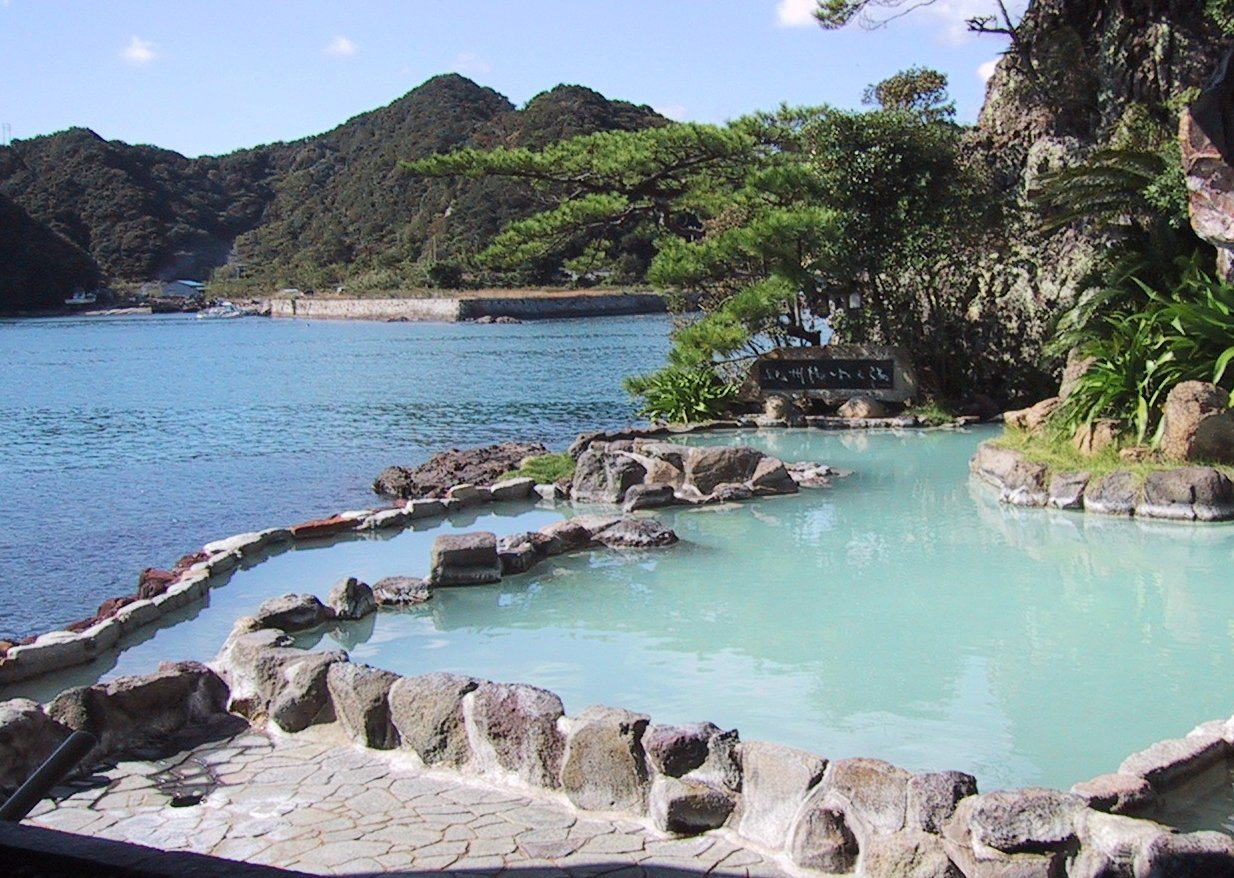
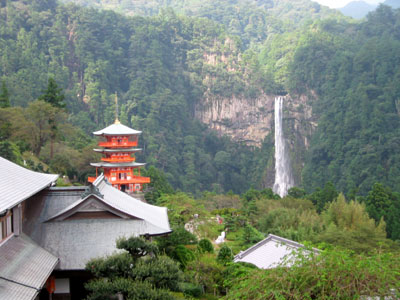